# ZNTK Stargard WM-15
WM-15 – wózek motorowy wyprodukowany w latach 1977–1996 w liczbie 555 sztuk przez Zakłady Naprawcze Taboru Kolejowego w Stargardzie Szczecińskim. Jest eksploatowany m.in. przez PKP Polskie Linie Kolejowe S.A., PGE Energetyka Kolejowa S.A., PKP Intercity S.A., WKD, ZUE S.A., Kolejowe Przedsiębiorstwo Remontowo-Produkcyjne KOLMECH Sp. z o.o.

## Wersje
Istnieją dwie wersje wózka motorowego serii WM-15:
- WM-15A – podstawowa wersja wyposażona w skrzynię ładunkową o wymiarach 6100 × 2600 mm, pojemności 8 m³ i ładowności 15 t z żurawiem hydraulicznym o udźwigu do 1,5 t[1]
- WM-15P – wersja dla pogotowia sieciowego wyposażona m.in. w umieszczony na platformie wysięgnik koszowy o maksymalnej wysokości podnoszenia 11 m i udźwigu 200 kg[2].

Wózek motorowy może współpracować z przyczepą PWM-15.